# Абенаки
Абенаки или Абнаки су алгонквински народ, који је пре контакта са Енглезима насељавао северни део данашње Нове Енглеске (Њу Хемпшир, Вермонт и Мејн) на североистоку САД и суседне делове Канаде (јужни Квебек). Део су алгонквинске „Вабаначке конфедерације” коју чини пет чланица. Потичу из области коју су називали Вабанакик („земља зоре”), која је обухватала делове Квебека, Њу Бранзвика и Нове Шкотске у Канади и Мејн, Вермонт и Њу Хемпшир у САД. Абенаки нису имали јаку централну власт, већ су били подељени на племена које је спајао заједнички језик и култура.

## Племена

### Западна племена
- Арсигантекок, живели су дуж реке Сен Франсоа у Квебеку. Главно насеље било им је Сен Франсоа (Оданак). Били су познати и под именом Абенаки Сен Франсоа, а временом овај назив је почео да означава све Западне Абенакије.[4]
- Мисисква (или Масипсквак, Мисиско, Мисиасик – „Народ кремена”), били су познати и под именом Сококи. Живели су у долини реке Мисисква, од језера Шамплејн до ушћа. Главно насеље племена налазило се у близини Свонтона.[5]
  - Сококи (или Сквакеаг – „Народ који се одвојио”), живели су око средњег и горњег тока реке Конектикат. Главна насеља племена била су: Сквакеаг, Нортфилд и Форт Хил.
- Ковасак (или Коашак, Коаш, Коашиак, Коашек, Кус – „Народ борова”), живели су око горњег тока реке Конектикат. Главно насеље племена Коаш налазило се у близини Њуберија.
- Пенакук (или Меримак, Потакет) живели су у долини реке Меримак, по којој су у неким изворима називани Меримак. Главно насеље било им је Пенакук. Пенакуци су били велико племе, које је било независно од сродних абеначких племена на северу, са којима је често било у сукобу.

Племена која су прикључена другим абеначким племенима:  
- Нашва (или Нашавеј)
- Осипи, живели су око језера Осипи у Њу Хемпширу. Према неким изворима ово племе припада Источним Абенацима.
- Пемигавасет
- Пискатаква
- Сохеган
- Винипесоки (или Винибисога – „област земље око језера”), живели су око обала језера Винипесоки у Њу Хемпширу.
- Амоскеј
- Кочеко

### Источна племена
- Пенобскот, живели су у долини Пенобскот. Главно насеље било им је Пенобскот (данас Индијанско Острво) у близини Олд Тауна.
- Кенебек (или Кинипек, Нориџвок, Нанрантсовак), живели су у долини реке Кенебек у северном Мејну. Главно насеље било им је: Нориџвок; остала села: Амасеконти, Кенебек и Сагадахок.
- Аросагунтакук (или Андроскогин), живели су у долини реке Андроскогин.
- Пигвакет (или Пиквакет, Потакет), живели су дуж реке Сако и на Вајт Маунт`нс. Главно насеље било им је Пигвакет, које се налазило на обалама горњег тока реке Сако у близини данашњег града Фрајберга. Према неким изворима ово племе припада Западним Абенацима.

Племена која су прикључена другим абеначким племенима:  
- Апикваки
- Амасеконти, живели су између горњих токова река Кенебек и Андроскогин у западном Мејну.
- Квапахаг
- Осипи, живели су око обала језера Осипи у Њу Хемпширу. Према неким изворима ово племе припада Западним Абенацима.
- Рокамека, живели су дуж горњег тока реке Андроскогин, у близини града Кантон.
- Вевенок (или Вавинак, Шипскот, Вавенок и Вавнок), живели су у приобалним подручјима јужног Мејна.